# Melissa Reid (golf)
Ne doit pas être confondu avec Melissa Reid (triathlon).
Pour les articles homonymes, voir Reid.
Melissa Reid née le 19 septembre 1987 est une golfeuse professionnelle qui joue sur le Ladies European Tour depuis 2007 et Ladies professional golf association depuis 2017.

## Biographie
Née à Derby, en Angleterre, Melissa Reid commence sa carrière tant que golfeuse amatrice, elle remporte plusieurs événements dont le championnat d'Angleterre féminin en 2004 et 2005, le trophée Helen Holm en 2006 et 2007, le trophée St Règle en 2007, et la version 2007 du Championnat britannique amateur de Stroke-play. Elle joue pour l'équipe de Grande-Bretagne et d'Irlande lors de l'édition 2006 de la Curtis Cup.
Elle est la golfeuse amateure qui réalise le score le plus bas lors de l'Open britannique 2007 avec un score de 16 coups sous le par. Elle ne réussit pas à obtenir sa carte en 2007 lors des qualifications en Italie, mais elle passe professionnelle à la fin de l'année 2007 et commence à jouer sur le Ladies European Tour grâce aux invitations des sponsors. Une troisième place à l'Open d'Australie au début du mois de février lui permet de rester dans le top 20 des meilleurs gains pour le reste de la saison. Elle se classe finalement 12e sur la liste des meilleurs gains en 2008 et est nommée Rookie of the Year.
Elle remporte sa première victoire en 2010 lors du Ladies Turkish Airlines Open. Elle poursuit avec deux victoires en 2011 et est membre de l’équipe européenne lors de la Coupe Solheim 2011 qu'elle remporte avec son équipe.
Fin 2016, elle obtient sa carte pour jouer sur le tour américain dès la saison 2017, le Ladies professional golf association.

## Victoires Professionnelles

### Ladies European Tour (6)
| N° | Date              | Tournois                           | Score                 | Écart   | Deuxième(s)                             | Gains (€) |
| -- | ----------------- | ---------------------------------- | --------------------- | ------- | --------------------------------------- | --------- |
| 1  | 9 mai 2010        | Turkish Airlines Ladies Open       | 71-71-74=216 (-3)     | 2 coups | Christel Boeljon Iben Tinning           | 30 000    |
| 2  | 5 juin 2011       | Deloitte Ladies Open               | 71-72-70=213 (-3)     | 2 coups | Caroline Afonso Caroline Hedwall        | 37 500    |
| 3  | 18 septembre 2011 | Open De España Femenino            | 71-69-70-70=280 (-8)  | 1 coup  | Beth Allen Tania Elosegui Lee-Anne Pace | 52 500    |
| 4  | 24 juin 2012      | Raiffeisenbank Prague Golf Masters | 68-67-72=207 (-9)     | 1 coup  | Diana Luna                              | 37 500    |
| 5  | 20 mai 2015       | Turkish Airlines Ladies Open       | 65-69-74-73=281 (–11) | 4 coups | Gwladys Nocera                          | 75,000    |
| 6  | 12 février 2016   | Oates Victorian Open               | 67-70-67-72=276 (–16) | 0 coup  | Sandra Gal                              | 53,594    |

## Résultats sur les Tours

### Résultats sur le Ladies European Tour
| Année | Tournois | Résultats | Résultats | Résultats | Résultats | Résultats | Résultats         | Gains     | Gains    | Score       | Score               |
| Année | Tournois | cut       | Victoire  | 2e        | 3e        | Top 10    | Meilleur résultat | Total (€) | Rang (€) | Score moyen | Classement au score |
| ----- | -------- | --------- | --------- | --------- | --------- | --------- | ----------------- | --------- | -------- | ----------- | ------------------- |
| 2006  | 1        | 1         | 0         | 0         | 0         | 0         | T12               | n/a       |          | 72,33       |                     |
| 2007  | 3        | 3         | 0         | 0         | 0         | 1         | 9                 | 4 0501    |          | 73,18       |                     |
| 2008  | 16       | 12        | 0         | 3         | 1         | 7         | 2                 | 136 606   | 12       | 71,96       | 26                  |
| 2009  | 14       | 13        | 0         | 1         | 2         | 8         | 2                 | 168 749   | 7        | 71,12       | 6                   |
| 2010  | 21       | 20        | 1         | 2         | 1         | 10        | 1                 | 270 871   | 3        | 71,21       | 7                   |
| 2011  | 19       | 19        | 2         | 1         | 3         | 10        | 1                 | 286 578   | 2        | 70,83       | 11                  |
| 2012  | 5        | 5         | 1         | 0         | 0         | 3         | 1                 | 70 710    | 8        | 72,18       | 42                  |
| 2013  | 12       | 6         | 0         | 0         | 0         | 2         | T7                | 25 554    | -        | 73.09       | 60                  |
| 2014  | 14       | 9         | 0         | 1         | 0         | 2         | 2                 | 58 998    | 32       | 73.71       | 85                  |
| 2015  | 14       | 11        | 1         | 1         | 1         | 6         | 1                 | 249 151   | 2        | 71.86       | 26                  |
| 2016  | 9        | 9         | 0         | 0         | 1         | 3         | T3                | 68 847    | -        | 71.46       | 16                  |
| 2017  | 1        | 1         | 1         | 0         | 0         | 1         | 1                 | 53 594    | 1        | 69.00       | 1                   |

1  elle n'a joué qu'une seule fois en tant que professionnelle en 2007, au Dubai Ladies Masters, où elle a terminé 35e
- date officielle du 25/02/2017[1].

### Résultats sur le LPGA
| Année | Tournois | Résultats | Résultats | Résultats | Résultats | Résultats | Résultats         | Gains     | Gains    | Score       | Score               |
| Année | Tournois | cut       | Victoire  | 2e        | 3e        | Top 10    | Meilleur résultat | Total ($) | Rang ($) | Score moyen | Classement au score |
| ----- | -------- | --------- | --------- | --------- | --------- | --------- | ----------------- | --------- | -------- | ----------- | ------------------- |
| 2017  | 3        | 1         | 0         | 0         | 0         | 0         | T13               | 21,544    | 76       | 72,00       | 88                  |

### Résultats en LPGA majors
| Tournament             | 2007                      | 2008                      | 2009                      | 2010                      | 2011                      | 2012                      | 2013 | 2014 | 2015 | 2016 | 2017 |
| ---------------------- | ------------------------- | ------------------------- | ------------------------- | ------------------------- | ------------------------- | ------------------------- | ---- | ---- | ---- | ---- | ---- |
| ANA Inspiration        | DNP                       | DNP                       | DNP                       | T34                       | T33                       | T56                       | DNP  | DNP  | DNP  | CUT  | T68  |
| Championnat de la LPGA | DNP                       | DNP                       | DNP                       | DNP                       | DNP                       | DNP                       | T64  | DNP  | DNP  | CUT  | CUT  |
| Open américain         | DNP                       | DNP                       | DNP                       | DNP                       | CUT                       | T50                       | DNP  | DNP  | DNP  | CUT  | DNP  |
| Open britannique       | T16LA                     | CUT                       | CUT                       | T31                       | T37                       | CUT                       | DNP  | DNP  | T9   | T65  | T30  |
| The Evian Championship | Deviens un majeur en 2013 | Deviens un majeur en 2013 | Deviens un majeur en 2013 | Deviens un majeur en 2013 | Deviens un majeur en 2013 | Deviens un majeur en 2013 | CUT  | DNP  | CUT  | DNP  | T68  |

DNP = n'a pas joué 

CUT = a manqué le CUT 

LA = faible amateur 

Fond jaune pour top 10.

### Classement mondial
Position dans Women's World Golf Rankings à la fin de chaque année.
| Année | Classement mondial | Source |
| ----- | ------------------ | ------ |
| 2006  | 658                | [ 2 ]  |
| 2007  | 307                | [ 3 ]  |
| 2008  | 169                | [ 4 ]  |
| 2009  | 128                | [ 5 ]  |
| 2010  | 58                 | [ 6 ]  |
| 2011  | 1645               | [ 7 ]  |
| 2012  | 68                 | [ 8 ]  |
| 2013  | 222                | [ 9 ]  |
| 2014  | 233                | [ 10 ] |
| 2015  | 83                 | [ 11 ] |
| 2016  | 152                | [ 12 ] |

## Tournois en équipe
Amateur
- Junior Solheim Cup (représentant l'Europe): 2005
- Curtis Cup (représentant la Grande-Bretagne et l'Irlande): 2006
- Vagliano Trophy (représentant la Grande-Bretagne et l'Irlande): 2007

Professionnel
- Solheim Cup (représentant l'Europe): 2011 (vainqueurs), 2015
- The Queens (représentant la Grande-Bretagne et l'Irlande): 2015
- International Crown (représentant la Grande-Bretagne et l'Irlande): 2016

### Solheim Cup record
| Année    | Total matches | Total V–D–N | Simples V–D–N                 | Foursomes V–D–N                                        | Fourballs V–D–N                                       | Points gagnés | Points % |
| -------- | ------------- | ----------- | ----------------------------- | ------------------------------------------------------ | ----------------------------------------------------- | ------------- | -------- |
| Carrière | 8             | 4–3–1       | 1–1–0                         | 2–1–0                                                  | 1–1–1                                                 | 4.5           | 52.3     |
| 2011     | 4             | 1–3–0       | 0–1–0 Défaite face à V. Hurst | 0–1–0 Victoire avec K. Stupples                        | 1–1–0 Victoire avec L. Davies Victoire avec L. Davies | 1.0           | 25.0     |
| 2015     | 4             | 3–0–1       | 1–0–0 Défaite face à B. Lang  | 2–0–0 Victoire avec C. Hull , Victoire avec C. Ciganda | 0–0–1 Contre C. Ciganda                               | 3.5           | 87.5     |